# Martin Klein
Martin Klein (n. 12 septembrie 1884, Tarvastu Rural Municipality⁠(d), Estonia – d. 11 februarie 1947, Tarvastu Rural Municipality⁠(d), Estonia) a fost un luptător ce a reprezentat Estonia, medaliat olimpic. A participat la o ediție a Jocurilor Olimpice (1912) în care a câștigat o medalie de argint.

## Participări
Lista de mai jos prezintă principalele competiții la care a participat Martin Klein de-a lungul carierei.
- wrestling at the 1912 Summer Olympics – men's Greco-Roman middleweight[*]